# Astroloma macrocalyx
Astroloma macrocalyx är en ljungväxtart som beskrevs av Otto Wilhelm Sonder. Astroloma macrocalyx ingår i släktet Astroloma och familjen ljungväxter. Inga underarter finns listade i Catalogue of Life.